# Ранньомагматичні родовища
Ранньомагматичні родовища (рос. месторождения раннемагматические, англ. early magmatic deposits; нім. frühmagmatische Lagerstätten f pl) – поклади корисних копалин, що формувалися в надрах земної кори в процесі охолодження і розкристалізації основної або лужної магми, що містить у своєму складі підвищену кількість цінних речовин. При цьому цінні матеріали виділялися в розплаві раніше інших, занурювалися на дно магматичного резервуара і формували поклади Р.р. До них належать невеликі родовища руд хрому, титану і заліза. Вони мають форму гнізд, лінз, пластоподібних і трубоподібних покладів. 
Оригінальні Р.р. – трубки кімберлітів Сибіру і Півд. Африки, що складаються із застиглої магми ультраосновного складу (кімберліти). Останні містять кристали алмазів, які виділилися на ранній стадії охолодження магми.